# Ciconiiformes
I Ciconiiformi (Ciconiiformes Bonaparte, 1854) sono un ordine della classe degli uccelli.

## Tassonomia
L'ordine Ciconiiformes (Ciconiiformi) contiene le famiglie Threskiornithidae, Ardeidae, Scopidae e Balaenicipitidae, ora attribuite ai Pelecaniformes.